# ネメシス (テレビドラマ)
『ネメシス』は、日本テレビ系列で2021年4月11日から6月13日まで毎週日曜22時30分 - 23時25分に日本テレビ系列『日曜ドラマ』にて放送されたテレビドラマ。主演は広瀬すずと櫻井翔。全10話。
1話完結型のミステリーと、主人公の父の失踪の秘密が複雑に絡み合う物語が展開される他、同年齢の広瀬と橋本環奈の初共演なども話題を集めた。
2023年に映画版が公開。

## あらすじ
横浜で栗田一秋がCEOを務める探偵事務所ネメシスが設立されたその日、探偵・風真尚希と助手の美神アンナのもとへ、女医・上原黄衣子から専属医を務める大富豪・澁澤火鬼壱に届いた殺害予告の犯人探しの依頼が舞い込むが、澁澤は密室で殺害されてしまう。実は天才であるアンナは的はずれな推理ばかりする風真をフォローし難事件を解決に導くが、その裏では突然失踪したアンナの父・始について手がかりを探し続ける栗田の姿があった。
ネメシスに女子高生・神谷節子から行方不明となった兄・神谷樹の捜索依頼が舞い込む。節子の暮らす「あかぼしの家」に神田水帆が巻き込まれた19年前の事件の手がかりを感じた栗田は、依頼を引き受けるよう指示する。道具屋・星憲章の協力で樹は見つかるが、彼が逃げ込んだアパートで詐欺師の西園寺佑が殺害されており、凶器を持つ樹の姿を目撃する。樹は詐欺グループの長・鬼道によって犯人に偽装されており、鬼道の正体を見破ったアンナたちによって事件は解決する。その後、始からアンナにプレゼントされたネックレスに謎のデータが存在することが明らかになる。また、19年前の事件の関係者・美馬芽衣子が「あかぼしの家」出身であった情報を手に入れた栗田は、事件の真相に迫っていく。
過去に世話になった「八景島シーパラダイス」の社長・太宰幸一郎から依頼を受け、ボマーによる爆弾事件を解決するため現地を訪れた風真と彼を尾行してきたアンナと栗田。危険だからと調査から外されたアンナは女子大生・四葉朋美と出会い、成り行きで手錠で繋がれ行動を共にすることに。風真と栗田が警察と協力し事件を追う裏で、アンナと四葉は風真に付けた盗聴器からの情報を元に仕掛けられた爆弾の位置やボマーの正体を見破り事件を解決に導く。二人は事件解決のお礼にシーパラダイスから貰ったお揃いのキーホルダーを手に親友となる。
ネメシスは「私立デカルト女学院」のスクールカウンセラー・雪村陽子から美術教師・黒田秀臣の転落死の真相究明を依頼され、女学院出身の菅容子の手がかりを得るため引き受ける。アンナに転校生として潜入捜査させ、風真は当日16時までという期限内でアリバイ捜査を行うために塾の教え子であったAI開発の天才・姫川烝位を招集し、学園関係者152人のスマホでAIに質問・分析させることで短時間で容疑者を絞り込む。そのことを知った容疑者に絞り込まれた女学生たちが黒田の殺害を自白するが、アンナはアリバイや数々の証言の矛盾を解き明かし真相を明らかにする。事件解決の裏で学園に潜入していた栗田は菅についての資料を探すが、何者かに先回りされ資料は回収されていた。
ネメシスはDrハオツーの料理人・リュウ楊一から「天久養殖」社長・天久潮の転落死について調査を頼まれ、事故に菅容子との関係を感じた栗田の探偵としての直感で依頼を引き受ける。現地では潮の家族たちが「天狗サーモン」の養殖を引き継いでおり、負傷し途中離脱した栗田を除くネメシスのメンバーは調査のため、併設するキャンプ場に宿泊することに。しかし、風真とリュウが眠るキャンピングカーが天狗の装束を着た人物に谷へ滑落させられ命を狙われる。風真たちは命からがら危機を回避し養殖場に戻ると、潮の義弟・洋が潮殺害を自白した遺書を残し自殺している姿が発見されるが、アンナは翌朝、数々の証拠から真相を明らかにする。そして潮の長男・天久一魚から菅容子が遺伝子研究を行う「菅研究所」が「カンケン」と呼ばれていたことを聞きだし、栗田と風真は真実へさらに近づく。
ネメシスは行方不明の若手人気女優・久遠光莉の捜索を暴露系動画配信職人・多治見一善から依頼される。2年前、人体実験を受けたため恵美佳が変死したと虚偽報道をしたことを断罪され、ニュース番組をクビになった神田凪沙が断罪した光莉と自分を逆恨みし、覚せい剤使用のフェイク動画を拡散して嵌められたと多治見は訴え捜索を開始するが、光莉から届いたLINEを頼りに探し当てた廃工場の2階から彼女は麻袋に入れられた状態で投げ落とされ地面に叩きつけられる。しかし、一連の事件に違和感を感じていたアンナにより全ては先読みされ、犯人の目論見は全て阻止される。その後、凪沙から2年前の報道は真実で、コンサルタント会社社長・烏丸が事件を世間の目から逸らすためインフルエンサーの多治見に金を渡し虚偽報道にでっち上げられてしまったことが告げられる。
栗田と風真は「19年前の事件についてアンナに話さないこと」を条件に凪沙からの依頼で烏丸について調査を開始する。風真の手品の師匠であった緋邑晶から花札のイカサマの技を仕組まれたアンナは烏丸が足繁く通う賭場に潜入し彼のスマホのデータを奪おうとするが、逆にアンナを捕獲するようある人物から依頼された烏丸と彼のボディーガード・志葉から身柄を狙われることになる。リュウや凪沙たちの協力により彼らの追っ手を逃れ、烏丸をトリックで出し抜いた緋邑によりスマホのデータの入手に成功し、そのデータから烏丸を操る黒幕がいることが明らかになる。ロックが掛かり解析できなかった「K-labo」というフォルダの中には始の同僚である大和猛流の名があり、その情報を盗み見た凪沙は単身大和に接触を図る。凪沙の跡を追い19年前の交通事故現場に辿り着いた風真と、風真の車に隠れていたアンナはそこに現れた大和から図らずもアンナの出自の秘密を聞くことになる。
大和に語られた事実をアンナは栗田と風真に問いただし、20年前の事件の全容と自身の出自を明らかにされる。栗田に事務所の隠し部屋に案内され、今まで解決してきた事件と20年前の事件との関係性を説明されたアンナは自らを卑下し、事務所を飛び出してしまう。風真は今まで出会った仲間たちに協力を依頼しアンナを捜索するが、アンナは身を寄せていた朋美から彼女の正体が菅容子の一人娘・菅朋美であることを明かされ拉致されてしまう。そして朋美は始の遺伝子研究のデータが秘められたネックレスを入手するために風真を呼び出し、志葉にネックレスを強奪させる。
菅研究所で目覚めたアンナは大和から20年前の事件と始失踪の全容を伝えられる。一方、風真たちは仲間たちの中にスパイが存在し、それが朋美であったことに気付く。菅研究所ではアンナを人質にとられた始がネックレスの最後のロックであるナイトツアーを起動させ、朋美とアンナの対決が始まる。アンナは対決の中で朋美とその母・容子が大和に協力していた理由に気付くが、朋美の発言に動揺し敗北してしまいデータの解析が開始される。朋美の正体と目的を知った栗田と風真はチームネメシスのメンバーを全員招集しアンナの奪還を開始するが、それに気付いた朋美から遺伝子研究のデータ解析への着手と同時にアンナと始の命を奪うことを通告される。
風真は朋美と志葉が乗り捨てた車に残された手がかりと過去の事件の調査結果から菅研究所の所在地を特定し急行する。研究所内ではデータ解析の終了直前にHSCMが多数の遺伝子により引き起こされる症状であることが明らかになり、大和によりアンナと始は同じ部屋で死を迎えようとしていた。その時ダクトから研究所に侵入していたリュウにより研究所の扉が開かれ風真と栗田が内部に侵入するも、アンナと始を人質にとられ大和たちに手錠で拘束されてしまい、研究所が爆破されようとする。絶体絶命の中、緋邑から仕込まれたマジックの仕掛けで隠し持っていた道具で手錠を解除した風真により形勢が逆転するが、追い詰められた大和は爆破プログラムを解除せぬまま始を道連れに致死量のペントバルビタールを注射し、自らの命を絶つ。爆破まであと数秒と迫ったところ、アンナが再び「入る」ことによって得たパスコードにより爆破プログラムは停止され全員生き残る。アンナは監禁されていた部屋に逃げ込みHSCMの症状に苦しむ朋美を見つけ出し、始を失う原因を作った朋美を許せない気持ちを口にするとともに、始のデータの研究を進め病を克服し、罪を償うように告げ研究所を後にする。
事件から数日後、アンナは凪沙から朋美が警察病院でHSCMの治療を受けていることを伝えられ、遺伝子上の母である水帆のことを教えてもらう。アンナは辞表を置き、秘密裏に事務所を去りインドへ帰ろうとするが、そのことを察した栗田と風真に引き留められ、探偵事務所「ネメシス」の一員として横浜に留まることを決めるのだった。

## 登場人物

### 探偵事務所ネメシス
アンナと風真の勤務する探偵事務所。2021年設立。前身は「栗田探偵事務所」。

#### 主要メンバー
美神アンナ（みかみ アンナ）〈18 → 19〉
演 - 広瀬すず（少女時代：川田秋妃）
本作の主人公。「探偵事務所ネメシス」のスタッフ。2002年4月15日生まれ。天才すぎる助手でポンコツ探偵である風真を陰からフォローし事件解決に導く。事件を推理する際に別の世界に「入る」ことで集中する。ゲテモノ食いで独特な味覚を持ち、ロープを使って事務所の2階の窓から外に抜け出すなど行動力や身体能力に優れる。インドの武術であるカラリパヤットの使い手。
幼いころに母親を亡くし、ネメシスが設立される3か月前までインドのケーララ州で暮らしており、失踪した父・始の親友である栗田を頼って来日した。父からプレゼントされたネックレスを常に身につけており、その中にはセキュリティの高いデータが入っている。
自身の出自は父・始や大和猛流、風真によって立花ゲノム研究室で誕生した世界初のゲノム編集ベビーGE10.6で、自身の誕生の秘密に驚くとともに、自分が生まれたために遺伝子上の母・神田水帆や代理母の美馬芽衣子が亡くなり、始は日本に戻ることが出来ず、風真も遺伝子研究の夢を諦め、栗田も事件を追い続けることになったと責任を感じ探偵事務所を飛び出してしまう。
信用していた朋美の傍に身を寄せるが、渡された睡眠薬入りの飲料水で眠らされ菅研究所に拉致されてしまう。チームネメシスによって場所を特定され救助されたものの父・始を大和によって殺害されてしまい失望のうち隠遁生活を送ろうとインドへ秘密裏に戻ろうとするが、そのことを察した栗田と風真に発見され、これからも探偵事務所ネメシスの一員とし事件を解決しようと引き留められ、横浜に留まることを決める。
風真尚希（かざま なおき）〈42〉
演 - 櫻井翔
「探偵事務所ネメシス」の探偵。自称『名探偵』だが今まで栗田が依頼を解決していたため、探偵としてはほとんど実績が無い新人であり、容疑者の発言を鵜呑みにするなど未熟なところが目立つ。事件解決は主にアンナから、イヤホン越しの推理を聞き披露する。推理力は乏しいが過去に配送業やラッパー、イルカの調教師、塾講師、研究員、工事現場作業員、マジシャン、鍵屋など数々の職業を経験をしており、豊富な知識量や人脈を探偵業に活かしている。
推理を披露する際は、「この世に晴れない霧が無いように、解けない謎もいつかは解ける。解いて見せましょう、この謎を。さぁ、真相解明の時間です」と口上を述べる。
20年前、筑波先端科学大学の立花ゲノム研究室でアンナの父・始の部下で、大和猛流、神田水帆と共に働く研究員であったが、受精卵盗難事件で研究室が閉鎖となったため、受精卵を盗み出した犯人を見つけるため栗田に弟子入りして探偵修業を始める。その後、美馬芽衣子と好意を抱いていた神田水帆が亡くなり、捜査の手がかりがなくなったことから探偵事務所を辞めてしまうが、捜査を再開することになった場合を考え、始や栗田をアシストできる男に成れるよう様々な職業で経験を積んでいた。
菅研究所に拉致されたアンナをチームネメシスと共に救出し20年前の事件の真相を明らかにし、これからは自分のやりたいことをするように栗田から促されるが、今後もネメシスで探偵業を続ける道を選び、そのためにはアンナのサポートが必要であるとインドに戻ろうとしていた彼女を引き留める。
栗田一秋（くりた かずあき）〈61〉
演 - 江口洋介
CEO。探偵歴30年のベテラン。事務所をネメシスと改名後は風真に依頼の解決を任せ自身は一線を退く。事件の内容などに閃きを得た時や女性を口説く時に小説風の語りをする癖がある。背丈が高く街中では目立つため尾行が苦手。腰痛持ちで頻繁にギックリ腰になる。アンナの父である始とは高校時代の同級生で親友。
アンナと共に風真の推理をフォローする一方、失踪したアンナの父・始の行方や20年前の事件を追っている。
20年前、始の研究室からゲノム編集された受精卵を盗み出した犯人捜しを始から依頼されており、身内の研究員の犯行であると絞り込むが犯人を見つけ出すには至らず、その後事件に巻き込まれ亡くなった神田水帆と美馬芽衣子の無念を晴らすため事務所の名前を正義をつかさどるギリシャ神話の女神から拝借してネメシスと変える。愛車は白いシボレー・サバーバン。
マーロウ
演 - 大ちゃん
ネメシスに住まう犬。名前は有名な探偵小説の主人公・探偵フィリップ・マーロウから拝借して栗田が命名した。

#### チームネメシス
探偵事務所ネメシスの調査をサポートする集団。
上原黄以子（うえはら きいこ）
演 - 大島優子（第1話 - 第3話・第6話・第8話 - 最終話）
女医。普段は超ネガティブだが、無類のスピード狂で車のハンドルを握ると超ポジティブになる。専属医を務める大富豪・澁澤火鬼壱に届いた殺害予告を相談しようとネメシスを訪れ、澁澤殺害の容疑者となるがアンナたちが真犯人を突き止めたことで救われる。その後もアンナたちの調査に医師や愛車の赤い90マークIIのドライバーとして協力する。
星憲章（ほし けんしょう）
演 - 上田竜也（KAT-TUN）（第2話・第3話・第7話 - 最終話）
映画館の地下に拠点を構える道具屋。依頼されたものは何でも作るが偏屈な性格で、信頼する相手にしか心を開かない。無類の駅弁マニアで手土産の駅弁によって面会時間が変わる。座右の銘は「明日死ぬかのように生きよ、永遠に生きるかのように学べ」。
19年前、国外逃亡する始とアンナのためにパスポートを偽造している。
姫川烝位（ひめかわ じょうい）
演 - 奥平大兼（第4話・第6話・第8話 - 最終話）
AI開発者。15歳にして世界を変える50名に選出されたAI開発の天才。風真の学習塾講師時代の教え子であり、彼に憎まれ口を叩く間柄。同様にアンナのことも好きと発言している。私立デカルト女学院の美術教師・黒田の転落事故死の捜査期限がアンナが女学院に潜入した日の16時までだったため、生徒、教職員ら総勢152人ののアリバイをAIで短時間で分析させようと風真に召集された。風真でなくアンナが事件を推理していることに気付いている。
リュウ楊一（リュウ よういち）
演 - 加藤諒（第5話・第7話 - 最終話）
「Drハオツー」の料理人。中国の雑技団出身。
身体能力に優れ、足場さえあれば2階ほどの高さまで飛び上がることができ、体の関節を外すことで細い隙間に入ることができる。カンフーの使い手。
神田凪沙（かんだ なぎさ）
演 - 真木よう子（第5話 - 最終話）
ジャーナリスト。神田水帆の妹。アンナと同じく常人離れした味覚の持ち主。風真が好きなジャーナリスト。2年前にニュースで虚偽報道をしたとされ世間から大バッシングを浴び、ニュース番組をクビになり局から追放されたが、現在は復帰している。口癖は「真実は一人一つ」。
ネメシスに烏丸について調査を依頼し協力関係になる。
緋邑晶（ひむら あきら）
演 - 南野陽子（第7話 - 最終話）
マジシャン。元凄腕の詐欺師。詐欺師時代の名前は「神原恵美」。
風真のマジックの元師匠。マジックの腕は超一流だが、口が悪くアシスタントや弟子たちをポンコツ呼ばわりする。栗田とも顔見知り。

### 神奈川県警捜査一課
千曲鷹弘（ちくま たかひろ）
演 - 勝地涼
通称「タカ」。ユージの相棒。金庫の鍵を拳銃で撃ち抜き無理やり開くなど、少し荒っぽいところがある。
四万十勇次（しまんと ゆうじ）
演 - 中村蒼
通称「ユージ」。タカの相棒。
小山川薫（こやまかわ かおる）
演 - 富田望生
タカとユージの後輩。タカやユージから「薫」と下の名前で呼ばれることを嫌がっている。先輩の2人とは違い上司から信頼されており、課長から2人が疑われた際に発した嘘も疑われることは無かった。

### 料理店「Drハオツー」
リンリン
演 - 三島あよな
「Drハオツー」の看板娘。出前持ちとしてネメシスに頻繁に出入りしている。

### 菅研究所
菅容子（かん ようこ）
演 - 今村美乃（第4話・第5話・第8話 - 最終話）
所長。遺伝子工学の研究者。1973年4月25日生。私立デカルト女学院出身。在学中に遺伝子工学に関する論文を発表し世界から天才高校生と注目される。幼いころから体が弱く、高校2年生の時に遺伝性大脳変性症（通称HSCM）を発症している。
卒業後も何度か講演で女学院を訪れていたが、数年前に消息を絶ちHSCMの進行により亡くなっていたことが、娘・朋美により明らかにされる。

### アンナの関係者
四葉朋美 / 菅朋美（よつば ともみ / かん ともみ）
演 - 橋本環奈（第3話・第4話・第6話 - 最終話）
理工学部4年で建築を勉強する女子大生。数学の天才。アンナの数少ない親友で、彼女と同じくゲテモノ食いの独特な味覚を持つ。アンナ同様頭が良く、ナイト・ツアーで彼女に勝てる数少ない存在。礼儀正しい風真に好意を抱く。アンナ同様幼いころに母親を亡くしている。
八景島シーパラダイスを訪れた際に偶然アンナと出会い、アトラクションの手錠を一緒にはめられ解除できなくなったことで行動を共にする。得意の数学を駆使して爆弾が仕掛けられたバスに乗車していた警察を救い出し、ボマーやボマーが仕掛けた爆弾の位置特定をアシストする。爆弾脅迫事件を解決に導いたことでアンナと意気投合し親友になる。
しかしその正体は菅容子の一人娘・菅朋美であり、アンナたちに語った経歴は全て嘘で、ゲノム編集されたアンナと、アンナが始からプレゼントされた遺伝子研究のデータが秘められたネックレスを手に入れ、それらのデータを基に母・容子と同じく発症したHSCMを治療するため暗躍していた。
入手した始の研究データの全容が明らかになるも、遺伝子がHSCMを引き起こす病理が全て解明されていないことが判明し即時の治療の望みが絶たれるが、アンナから始のデータの研究を進め病を克服し罪を償うように諭される。菅研究所崩壊後は警察に身柄がわたり、警察病院で治療を受けていることが凪沙により語られている。
ニディーシュ老師（ニディーシュろうし）
演 - ニディーシュ・カリンビル（第3話）
アンナのカラリパヤットの師匠。

### 20年前の事件の関係者
美神始 / 立花始（みかみ はじめ / たちばな はじめ）〈61〉
演 - 仲村トオル
1959年11月11日生まれ。本名：立花始。遺伝性難病の治療法を確立させるゲノム編集の研究室を率いる世界トップクラスの遺伝子研究者で脳機能を低下させる遺伝子を発見し、20年前ピンポイントでゲノム編集した受精卵を作り出すが、何者かにその受精卵を盗み出されてしまう。
菅研究所の追っ手からアンナを守るため、行方をくらますのに亡くなったアンナの代理母・美馬芽衣子から「美」を、アンナの遺伝子上の母・神田水帆から「神」の名字の一文字ずつをもらい「美神」の偽名を名乗り、道具屋の星が偽装したパスポートを使い赤子のアンナとインドに逃亡していたが、2020年10月、実母の葬儀で19年ぶりに帰国した際、菅研究所の追っ手に拉致され研究所に監禁される。
チームネメシスにより菅研究所から救出されるが、悪事が突き止められ自暴自棄となった大和に致死量のペントバルビタールを注射されてしまい、栗田と風真にアンナを守ってくれたことに感謝を述べ、アンナには「お前がやりたいことをやって行け」と言葉を残し息を引き取る。
大和猛流（やまと たける）
演 - 石黒賢（第1話・第5話・第7話 - 最終話）
始の同僚。20年前、筑波先端科学大学の立花ゲノム研究室で研究に従事していた。
始が「人が子孫を勝手にデザインして生み出してはいけない」と研究を凍結したゲノム編集に成功した受精卵を盗み出し、研究を進めようと美馬芽衣子を代理母にしてアンナを出産させるように仕掛けた張本人で、遺伝子治療に関心を示す菅容子と結託し、始の研究を解明し、我が子を天才児にしたい親たちから金をせしめて金儲けすることを目論んでいた。
チームネメシスにより菅研究所の悪事が突き止められると自暴自棄となり、研究所の爆破を画策。共に20年前の研究にとらわれていた始を道連れに致死量のペントバルビタールを打ち込むも、始はアンナと共に未来を夢見ていたことを知り、過去にとらわれていたのは自分だけだったと知りながら命を絶つ。研究所の爆破解除のコマンドはゲノム編集が初めて成功した日付だった。
神田水帆（かんだ みずほ）
演 - 真木よう子（第2話・第5話・第7話 - 最終話）
始の同僚。凪沙の姉。1971年10月15日生。20年前、立花ゲノム研究室で研究に従事していた。
2002年4月15日、菅研究所の追っ手の車から逃げる始の運転する自動車に同乗中に交通事故に遭い、美馬芽衣子とともに埼玉の亀田医院に搬送されるが、芽衣子とお腹の中の子供の安否を心配しながら息を引き取る。
始が研究していたゲノム編集された受精卵の卵子の提供者で、アンナの遺伝子上の母であった。アンナ同様にゲテモノ食いな独特の味覚の持ち主であり、とても明るい性格だったとアンナは凪沙から教えられる。
美馬芽衣子（みま めいこ）
演 - 山崎紘菜（第2話・第5話・第7話 - 最終話）
1978年5月9日生。「あかぼしの家」出身で、成人後にふらりと園長の元を訪ね、近々まとまった金が入ることをほのめかした後に行方不明となる。神田水帆が亡くなった交通事故の自動車に同乗していたが、栗田が事故現場に辿り着くと車外に投げ出されており、栗田に「カンケン」と言葉を残す。
ゲノム編集された受精卵を着床されたアンナの代理母で、監禁された菅研究所から逃げ出し研究所で名前を耳にした始に公衆電話から助けを求めていた。菅研究所の追っ手の車から逃げ交通事故に遭った後、負傷した状態で埼玉の亀田医院に搬送され、そこでアンナを出産するが息を引き取る。

### ゲスト

#### 第1話
澁澤火鬼壱（しぶさわ ほきいち）〈80〉
演 - 伊武雅刀
大富豪。「磯子のドンファン」。殺人事件の被害者。
6人の恋人と親身に世話を焼いてくれる黄以子のことを家族のように大切に思い、全員に均等に遺産を分配しようと考えていた。殺人が起きたパーティではそのことを記した新たな遺書を作っており、その隠し場所について問題を出していた。
村崎由香里（むらさき ゆかり）
演 - 黒沢あすか
銀座のクラブ経営者。澁澤の恋人の1人。
黒檀エイラ（こくだん エイラ）〈37〉
演 - 長内映里香
占い師。澁澤の恋人の1人。
森銀子（もり ぎんこ）〈42〉
演 - 橋本マナミ
演歌歌手。澁澤の恋人の1人。
青海唯衣（あおみ ゆい）
演 - 中神円
プロのピアニスト。澁澤の恋人の1人。
桜田桃（さくらだ もも）
演 - 佐藤玲
漫画家。澁澤の恋人の1人。
ルビー赤井（ルビー あかい）〈28〉
演 - 森咲智美
読者モデル。澁澤の恋人の1人。
梶定
演 - 有福正志
澁澤家の執事。

#### 第2話
神谷節子（かみや せつこ）
演 - 田牧そら
児童養護施設「あかぼしの家」で暮らす中学生。ファッションデザイナーを夢見ており、高校を出たら海外留学しようと思っている。
神谷樹（かみや いつき）
演 - 窪塚愛流
節子の行方不明となった兄。ラッパーを夢見てクラブ「P.O.P」に通いサイファーを行っていた。行方不明となる暫く前から西園寺と関わりを持つ。西園寺が死亡しているアパートの部屋で血のついたナイフを持って立っており、西園寺の殺害を自白した。
要宏三郎（かなめ こうざぶろう）
演 - 木場勝己
児童養護施設「あかぼしの家」の園長。
阿久津英樹（あくつ ひでき）
演 - 渡辺大知
クラブ「P.O.P」のオーナー。
木嶋孝（きじま たかし）
演 - 般若
クラブ「P.O.P」のラッパー。
葉山周（はやま しゅう）
演 - 濱正悟
クラブ「P.O.P」のラッパー。
西園寺佑（さいおんじ ゆう）
演 - 菅原健
鬼道グループの詐欺師。振り込め詐欺を取り仕切っていたが、自宅アパートにて刺殺される。

#### 第3話
太宰幸一郎（だざい こういちろう）
演 - 浅野和之
八景島シーパラダイス社長。過去にイルカの調教師として働いていた風真が探偵として活躍していることを知り、爆弾魔に脅迫されたシーパラダイスを救うべく調査を依頼する。
高橋麻子（たかはし あさこ）
演 - 田中佐季
社長秘書。
海老名隆（えびな たかし）
演 - 堀田健斗（第9話）
八景島シーパラダイスの施設責任者。
ボマー
演 - 駒木根隆介
八景島シーパラダイスに爆弾を仕掛け施設を脅迫し2億円を要求する爆弾魔。無人のレストランに設置した小規模な爆弾を爆発させ脅した後、警備にあたった警察を「走行速度」「車体荷重」が一定の範囲から逸脱すると爆発するバスに監禁し、2億円を洋上に投棄させドローンを使い盗み出すことに成功するが、2億円を回収する際にアンナと四葉に犯行の状況と自身が窮地に立たされたときのために用意していた爆弾の設置場所を推理され身柄を確保される。

#### 第4話
黒田秀臣（くろだ ひでおみ）
演 - 水間ロン
私立デカルト女学院の美術教師。転落死体で発見される。
事件当日スマホを無くして雪村や平に探している姿を目撃されている。雪村と交際していた。
雪村陽子（ゆきむら ようこ）
演 - 村川絵梨（第9話）
私立デカルト女学院のスクールカウンセラー。黒田の転落死についてネメシスに調査を依頼する。誰にでも優しく生徒に信頼されており、カウンセリングの予定も不在時と捜査前日以外は全て埋まっている。実は黒田と交際していた。
事件当日は1人で仕事をしていたと証言していたが、実際は美術室に向かうも到着したころには黒田が転落死していた。
南禅寺光江（なんぜんじ みつえ）
演 - MEGUMI
私立デカルト女学院の教頭。出張で不在の校長の代理を務める。校長不在時に起こった出来事についての自らの責任や生徒たちへの影響を考え、警察の捜査を16時までと定めた。
事件当日は4階の資料室で平と共に資料を探していた。
夏本レナ（なつもと レナ）
演 - 河合優実
私立デカルト女学院の3年A組の生徒。美術部員で黒田との交際の噂があった。
高い絵の才能を誇るが人付き合いが苦手で、一時期不登校気味になるも黒田や雪村の助けにより登校できるようになり、お礼として描いた絵がカウンセリングルームに飾られている。普段は美術室で1人でいることが多い。捜査のため潜入したアンナにも優しく接し、今年の誕生日は父親に祝って貰えない彼女に対して似顔絵を描いてあげた。
事件当日は4階自習室で1人で読書をしていた。
西野歩美（にしの あゆみ）
演 - 吉田美月喜
私立デカルト女学院の3年A組の生徒。クラスは異なるが今日子ととても仲が良く、昼休みはよく一緒に行動している。
事件当日は12時半に3階の吹き抜けで今日子と一緒にいて「黒田なんて死んでしまえばいいのに」と発言しているのを用務員の井山に目撃されており、容疑者の1人となった際に殺害を自白する。
南今日子（みなみ きょうこ）
演 - 三上紗弥
私立デカルト女学院の3年B組の生徒。クラスは異なるが歩美ととても仲が良く、昼休みはよく一緒に行動している。
事件当日は12時半に3階の吹き抜けで歩美と一緒に居るところを用務員の井山に目撃されており、歩美と共に殺害を自白する。
中居ふみ（なかい ふみ）
演 - 前野えま
私立デカルト女学院の生徒。
秋沢愛（あきざわ あい）
演 - 内海誠子
私立デカルト女学院の生徒。
佐藤菜月（さとう なつき）
演 - 森日菜美
私立デカルト女学院の生徒。
冬石唯（とうせき ゆい）
演 - 市島琳香
私立デカルト女学院の生徒。
井山清十郎（いやま せいじゅうろう）
演 - 螢雪次朗
私立デカルト女学院に勤続40年の用務員。自称昔の生徒のことも覚えているという大ベテラン。
事件当日は11時半ごろに3階の鏡を掃除しており、歩美と今日子の姿を目撃している。
平天彦（たいら あまひこ）
演 - 栁俊太郎
私立デカルト女学院の教師。
事件当日は4階の資料室で南禅寺教頭からの指示で共に資料を探していた。

#### 第5話
天久潮（あまひさ うしお）
演 - 渡辺哲
ブランドサーモン「天狗サーモン」の養殖業「天久養殖」の社長。転落死体で発見される。ガンを患うも3人の息子が実家に戻り家業を継いでくれることをリュウに嬉しそうに話していた。
死亡当日は大量に飲酒しており、靴紐も片方解けていたなど事件性は低いと判断され警察は事故として処理している。
天久一魚（あまひさ かずお）
演 - 野間口徹（第7話、最終話）(幼少期:江口奏太)
潮の長男。大学院で遺伝子工学を研究していたが、潮の育て上げた「天狗サーモン」に興味を持ち実家に戻っている。潮亡き後は主に養殖を仕切っていた。餌や環境を整備することで生産量や育成期間を調整して量産しようと考えていたが、自然に任せる手法で養殖する潮と対立していた。
天久二魚（あまひさ ふたお）
演 - 大鶴佐助（幼少期：佐藤歩）
潮の次男。大学院でマネジメントを勉強しており、それを活かして「天久養殖」の経営を行おうと実家に戻ってきていた。広い養殖場の養殖に関係のない土地を売却運用し経営を立て直そうと考えていたが、「自然は繋がっているので養殖に影響がでる」と土地売却に反対する潮と対立していた。
天久三魚（あまひさ みつお）
演 - 堀家一希（幼少期：高田道正）
潮の三男。兄2人とは違い頭が良くないため大学には通っておらず、借金を潮に肩代わりしてもらうため実家に戻ってきていた。兄2人には学費を払ったのに自分の借金は払ってくれないと潮と対立していた。
阪愛留（はん あいる）
演 - 小西桜子
三魚の彼女。
洋（ひろし）
演 - 渋川清彦
潮の義弟（前妻の弟）。金に汚く口が悪い。姉が苦労した分として「天久養殖」の資金を横領していた。潮が死亡した件について犯人を知っているとネメシスのメンバーに仄めかしていたが、自らが潮を殺した旨を自白した遺書と共に自殺した姿で発見される。
天久郁子（あまひさ いくこ）
演 - ともさかりえ
潮の後妻。潮が死亡する1年前に彼に生命保険をかけており、保険金の受取人となっている。事件の調査に来たネメシスのメンバーを引き留め、併設するキャンプ場のキャンピングカーに宿泊させる。

#### 第6話
たじみん / 多治見一善（たじみ かずよし）
演 - 柿澤勇人
「タジミンチャンネル」の暴露系動画配信職人。行方不明の久遠光莉の捜索をネメシスに依頼する。盗聴器探知機を持ち歩いている。
2年前にニュース番組「ニュースアイズ」でコメンテーターを担当しており、神田凪沙が恵美佳（めぐみ みか）が人体実験を受け変死したと虚偽報道したことに抗議し、光莉と一緒に降板して2人でSNSを使用し凪沙を断罪した。世間から大バッシングを受けた凪沙は番組をクビになり局を追放されたことから逆恨みし、AIを使って自分と光莉が覚せい剤を使用したフェイク動画を拡散して光莉を誘拐したのではないかと訴える。
実際は光莉を誘拐し、覚せい剤使用動画を偽造した張本人。2年前の報道が真実であることを話した光莉との密会の記事をかき消すため覚せい剤動画を偽造して薬物検査を受けることで話題に上がらないようにした。そして、真実を知った光莉を口封じのために誘拐し、ネメシスをアリバイ作りに利用しトリックを使って神田凪沙に殺害されたように見せる完全犯罪を企てていた。
久遠光莉（くおん ひかり）
演 - 優希美青
SNSで300万人のフォロワーを誇る若手人気女優兼タレント。
港北の廃工場「相模鉄工所」から助けを求める動画をLINEで送信してきたことから風真たちが救出に向かう。目前で工場の2階の窓から麻袋に入れられた状態で転落したことから死亡したと思われたが、アンナの推理により先回りして救出されていた。
2年前の報道が真実であることを知って神田凪沙と共に多治見の証言を盗撮し、凪沙の名誉を回復することに協力する。
浅川秀長
演 - 迫田孝也
ドラマプロデューサー。久遠光莉を女優として発掘した人物。
満田誠
演 - 田村健太郎
久遠光莉のマネージャー。
柿原久志
演 - ボブ鈴木
「日刊エブリー」記者。神田凪沙とは同業の仲間。光莉から渡された多治見との密会動画を元に記事を書くが、2人の覚せい剤使用疑惑のインパクトの方が強く吹き飛んでしまう。

#### 第7話
烏丸司（からすま つかさ）
演 - 宇野祥平（第6話）
コンサル会社の社長。神田凪沙が報じた2年前の恵美佳の人体実験報道を世間の目から逸らさせるため、多治見に多額の金を渡してSNSで炎上させるよう仕向けた張本人。
賭事が好きで花札の賭場に頻繁に出入りしており、普段は仏頂面だが賭けの後には上機嫌になる。何者からか電話やメールで指令を受けており、接触してきた風真やアンナを捕獲しようとする。
志葉雄平（しば ゆうへい）
演 - 板橋駿谷（第6話 - 最終話）
烏丸のボディーガード。
烏丸同様何者からか指令を受け、アンナを捕獲しようとする。アンナとリュウ2人がかりでも倒すことができないほどの強者。
朋美の偽電話で映画館に向かっていた風真から、アンナが始からプレゼントされたネックレスを強奪する。菅研究所の入口でもタカとユージを相手に1人で立ち回り利き腕を負傷しながらも2人を戦闘不能に陥らせるが、研究所内に戻った際にアンナによって倒される。

#### 第8話
亀田一二三（かめだ ひふみ）
演 - 大石吾朗
埼玉にある亀田医院の医師。始の大学時代の恩師。19年前、始から助けを求められ、負傷した神田水帆や美馬芽衣子を受け入れ治療にあたり、美馬芽衣子の出産に立ち会い、アンナを取り上げる。

#### 第9話
近藤課長
演 - 松澤仁晶
タカとユージの上司。本来IDが無ければ入ることのできない神奈川県警のNシステムの操作室がある区画にタカとユージがいたことから理由を問い詰めるが、そこに薫が現れ、「警察庁長官直々の内部調査」と嘘を吐かれ、薫が担当してるなら厄介はないだろうと尋問を取りやめる。

## スタッフ
- 総監督 - 入江悠[2]
- 監督 - 片桐健滋[2]、岸塚祐季[2]
- 脚本 - 片岡翔、入江悠[28]
- 脚本協力・トリック監修 - 講談社タイガ、今村昌弘[29]（第1話・第3話）、藤石波矢[29]（第2話・第6話）、周木律 （第4話）、降田天（第5話）、青崎有吾[28]（第7話）
- 科学技術監修 - 国立研究開発法人理化学研究所、清田純
- 生殖医療監修 - はなおかIVFクリニック品川、花岡正智、花岡嘉奈子
- 警察監修 - カートエンターテイメント、古谷謙一
- カラリパヤットゥ指導 - ニディーシュ・カリンビル、浅見千鶴子
- 医療監修 - 中澤暁雄
- 先端技術監修 - 草葉英仁
- マジック監修 - 片岡双六
- 遺言書監修 - 弁護士法人ALG&Associates
- 探偵取材協力 - 橋本勝志（ダルタン調査事務所）
- 音楽 - 横山克[28]
- 主題歌 - 横山克「Nemesis」[30]
- 次回予告ナレーション - 下野紘[31]
- チーフ・プロデューサー - 池田健司[28]
- 企画・プロデューサー - 北島直明[28]
- プロデューサー - 里吉優也（クレデウス）、次屋尚、田端綾子（クレデウス）[28]
- 制作プロダクション - クレデウス[28]
- 製作著作 - 日本テレビ放送網[28]

## 放送日程
| 話数                                                                        | 放送日  | サブタイトル             | ラテ欄                                                | 監督     | 視聴率 |
| --------------------------------------------------------------------------- | ------- | ------------------------ | ----------------------------------------------------- | -------- | ------ |
| 第1話                                                                       | 4月11日 | 天才探偵、現る!          | 天才探偵、現る! 秒でアガる極上のミステリエンタメ開幕! | 入江悠   | 11.4%  |
| 第2話                                                                       | 4月18日 | HIPHOPは涙の後に         | HIPHOPは涙の後に! 最大の謎が動き出す                  | 入江悠   | 09.5%  |
| 第3話                                                                       | 4月25日 | 美女と爆弾と遊園地       | 美女と爆弾と遊園地! 最強の天使コンビ誕生!             | 入江悠   | 08.9%  |
| 第4話                                                                       | 5月02日 | AIという名のもとに       | AIという名のもとに… 遂に動き出した黒幕!               | 片桐健滋 | 08.3%  |
| 第5話                                                                       | 5月09日 | 父の願いに花束を         | 父の願いに花束を… さらば風真尚希… 急げアンナ          | 片桐健滋 | 07.8%  |
| 第6話                                                                       | 5月16日 | 真実とフェイクのあいだに | 真実とフェイクのあいだに… 遂にパンドラの箱が開く      | 入江悠   | 07.9%  |
| 第7話                                                                       | 5月23日 | 嘘と裏切り               | 嘘と裏切り… 黒幕に辿り着く衝撃の急展開!               | 岸塚祐季 | 07.4%  |
| 第8話                                                                       | 5月30日 | 20年目の告白             | 20年目の告白… 最終章の幕開け… 衝撃の真相とは          | 入江悠   | 07.8%  |
| 第9話                                                                       | 6月06日 | 女神たちの決戦           | 女神たちの決戦! 全ての謎が明らかに                    | 入江悠   | 07.9%  |
| 第10話(最終話)                                                              | 6月13日 | 愛してくれてありがとう   | 愛してくれてありがとう… 衝撃の展開! 涙のラスト        | 入江悠   | 08.6%  |
| 平均視聴率 8.6%（視聴率はビデオリサーチ調べ、関東地区・世帯・リアルタイム） |         |                          |                                                       |          |        |

## 受賞歴
- 第25回 日刊スポーツ・ドラマグランプリ・春ドラマ[35]
  - 作品賞
  - 主演男優賞 櫻井翔
  - 主演女優賞 広瀬すず
  - 助演男優賞 江口洋介
  - 助演女優賞 橋本環奈

## 関連商品

### 映像商品
『ネメシス DVD-BOX』
『ネメシス Blu-ray BOX』
販売元：バップ、発売：2021年10月27日

## その他
- 2021年4月8日放送の日本テレビ系バラエティー番組『THE突破ファイル』で、ドラマパート「突破交番」に広瀬と櫻井が本作品での役柄そのままに出演した。撮影は本作品の撮影中に行なわれ、広瀬が「突破交番」の面々の動きに釣られたとのこと[36]。一方、櫻井は台本を熟読せず10秒ほど考えただけの一発で決め、周囲は驚かされたという[37]。

さらに6月10日放送の2時間SPでは最終回直前を記念して広瀬と櫻井と同じく勝地と中村が本作品での役柄タカ&ユージとして「突破交番」に出演した。
さらに2023年3月30日宝周防の3時間SPにおいて劇場版公開直前の為回答者に広瀬、「突破交番」にタカ＆ユージの再登場に加えて緋邑役の南野が出演した。

## 小説版
講談社タイガ編集部が複数の小説家とともに、原作の提供という形ではなくテレビドラマの制作メンバーの一員として脚本協力として参加し、その作家陣の書き下ろしによる小説版「ネメシス」シリーズが発刊される。2021年6月時点で小説シリーズの累計発行部数は23万部を突破している。
『ネメシスI』ではテレビドラマ版と犯人が違うなど、小説とテレビドラマで展開が異なるものがある。

### 書誌情報
- 今村昌弘 『ネメシスI』講談社〈講談社タイガ〉
  - 2021年3月12日発売[44]、ISBN 978-4-06-522825-8
  - 「天才探偵、現る!」（テレビドラマ第1話脚本協力）と「美女と爆弾と遊園地」（テレビドラマ第3話脚本協力）を収録。
- 藤石波矢 『ネメシスII』講談社〈講談社タイガ〉
  - 2021年3月12日発売[45]、ISBN 978-4-06-522826-5
  - 「HIPHOPは涙の後に」（テレビドラマ第2話脚本協力）と「道具屋・星憲章の予定外の一日」（スピンオフ小説）を収録。
- 周木律 『ネメシスIII』講談社〈講談社タイガ〉
  - 2021年4月15日発売[46]、ISBN 978-4-06-519490-4
  - 「愛という事件のもとに」（テレビドラマ第4話脚本協力）と「名探偵初めての敗北」（スピンオフ小説）を収録。
- 降田天 『ネメシスIV』講談社〈講談社タイガ〉
  - 2021年5月14日発売[47]、ISBN 978-4-06-523486-0
  - 「父が愛した怪物」（テレビドラマ第5話脚本協力）と「探偵Kを追え！」（スピンオフ小説）を収録[48]。
- 藤石波矢 『ネメシスV』講談社〈講談社タイガ〉
  - 2021年5月14日発売[49]、ISBN 978-4-06-523484-6
  - 「真実とフェイクのあいだに」（テレビドラマ第6話脚本協力）と「正義の餞」（スピンオフ小説）を収録[50]。
- 青崎有吾 / 松澤くれは 『ネメシスVI』講談社〈講談社タイガ〉
  - 2021年6月15日発売[51]、ISBN 978-4-06-523820-2
  - 「カジノ・イリーガル」（著：青崎有吾、テレビドラマ第7話脚本協力）と「ショーマストゴーオン!」（著：松澤くれは、スピンオフ小説）を収録[52]。
- 藤石波矢 『ネメシスVII』講談社〈講談社タイガ〉
  - 2022年10月14日発売[53]、ISBN 978-4-06-529587-8
  - 長編（テレビドラマ第8話 - 第10話脚本協力）を収録。

## 映画
『映画ネメシス 黄金螺旋の謎』（えいがネメシス おうごんらせんのなぞ）のタイトルで2023年3月31日に公開。

### キャスト
- 美神アンナ：広瀬すず[54]
- 風真尚希：櫻井翔[54]
- 千曲鷹弘：勝地涼[55]
- 四万十勇次：中村蒼[55]
- 小山川薫：富田望生[55]
- 上原黄以子：大島優子[55]
- 星憲章：上田竜也[55]
- 姫川烝位：奥平大兼[55]
- リュウ楊一：加藤諒[55]
- リンリン：三島あよな[55]
- 緋邑晶：南野陽子[55]
- 菅朋美：橋本環奈[56]
- 神田凪沙：真木よう子[55]
- ジッポ男：魔裟斗[57]
- 台車男：栄信[57]
- 通信男：高橋里恩[58]
- 男：芹澤興人
- 先輩：川瀬陽太[59]
- 殺し屋：伊澤彩織[60]
- 店長：田邊和也[61]
- シンヤ：岡宏明[57]
- リョータ：駒木根葵汰[57]
- サブ：成田瑛基[62]
- ジロー：一條恭輔[63]
- 山岸健太[64]
- 喜多貴幸[65]
- チヒロ：指出瑞貴[66]
- 根矢涼香[67]
- ケイタ：東景一朗[68]
- ミツオ：松村光陽[69]
- 空き巣：児玉拓郎[70]
- 警官：吉岡睦雄[71]、堀大夢[72]
- 不動産屋：中上サツキ[73]
- オペ看：梅舟惟永[74]
- 榎戸力丸：笹野高史[57]
- 窓：佐藤浩市[57]
- 栗田一秋：江口洋介[54]
- マーロウ：大ちゃん

### スタッフ
- 監督：入江悠[54]
- 脚本：秦建日子[54]
- 音楽：横山克[54]
- 企画・プロデューサー：北島直明[54]
- 製作：沢桂一、高橋雅美、藤島ジュリーK.、高津英泰、下田淳行、藤本鈴子、出來由紀子
- エグゼクティブプロデューサー：飯沼伸之、田中宏史、三上絵里子
- プロデューサー：星野秀樹
- ラインプロデューサー：及川義幸
- 助監督：岸塚祐希
- 撮影：冨永健二
- 照明：中村晋平
- 録音：古谷正志
- 美術：高橋努
- 装飾：谷田祥紀
- VFXスーパーバイザー：赤羽智史
- VFXディレクター：長﨑悠
- スタイリスト：前田勇弥
- ヘアメイク：金山貴成
- 編集：佐藤崇
- キャスティング：緒方慶子
- スクリプター：柳沼由加里
- 制作担当：壁井優太朗
- 配給：ワーナー・ブラザース映画[54]
- 制作プロダクション：ツインズジャパン
- 製作幹事：日本テレビ放送網
- 製作：映画「ネメシス」製作委員会（日本テレビ放送網、ワーナー・ブラザース映画、ジェイ・ストーム、読売テレビ放送、ツインズジャパン、バップ、フォスター・プラス、札幌テレビ放送、宮城テレビ放送、静岡第一テレビ、中京テレビ放送、広島テレビ放送、福岡放送、日本テレビ系全国22社）